# Пабло Сарасате
Па́бло де Сараса́те (ісп. Pablo de Sarasate, повне ім'я Пабло Мартін Мелітон де Сарасате-і-Наваскес — Pablo Martín Melitón de Sarasate y Navascués; 10 березня 1844, Памплона — 20 вересня 1908, Біарриц) — іспанський скрипаль і композитор.
Народився в родині військового капельмейстера, у віці 8 років дав перший публічний концерт в Ла-Корунья. В 1859 році закінчив Паризьку консерваторію, де вчився у Жана Дельфена Аляра. 
Незабаром Сарасате завойовує популярність як скрипаль, з'являються його перші скрипкові твори, серед яких фантазія на теми з опери «Кармен». В 1867—1871 відбулося його концертне турне по Північній і Південній Америці, чотири рази музикант відвідував Росію. На початку березня 1903 року Пабло Сарасате виступав у Львівській філармонії (відкриття Львівської філармонії, перший сезон 1902—1903 рр.). 
За рік перед тим Сарасате завітав і до Києва. Газета "Кіевлянин" 3 лютого 1902 анонсувала два концерти скрипаля в залі Купецького зібрання 6 та 9 лютого 1902 року.  
Сарасате також був гарний камерний музикант і часто грав у складі різних струнних квартетів.
Музикантові присвячені (і вперше ним виконані) скрипкові твори композиторів-сучасників, що високо цінували його обдарування: Перший і Третій концерти, а також Інтродукція й рондо каприччиозо Сен-Санса, Другий концерт і Шотландська фантазія М.Бруха, Іспанська симфонія Е. Лало й інші твори, що увійшли в репертуар як самого Сарасате, так і скрипалів наступних поколінь.
Сарасате — автор 54 творів, написаних винятково для скрипки. Серед них найбільше відомі «Циганські наспіви», Андалузька серенада, Інтродукція й тарантела, чотири зошити Іспанських танців, а також численні фантазії на теми з опер. Багато творів дотепер з успіхом виконуються провідними світовими скрипалями.
Андалузький романсⓘ